# Вишнёвое (Бериславский район)
Вишнёвое (укр. Вишневе) — село в Великоалександровской поселковой общине Бериславского района Херсонской области Украины.
Почтовый индекс — 74141. Телефонный код — 5532. Код КОАТУУ — 6520985002.

## Население
Население по переписи 2001 года составляло 79 человек.

### Языковой состав
Родной язык населения по данным переписи 2001 года:
| Язык       | Численность, чел. | Доля     |
| ---------- | ----------------- | -------- |
| Украинский | 78                | 98,73 %  |
| Русский    | 1                 | 1,27 %   |
| Итого      | 79                | 100,00 % |

## История
Основано в 1926 году выходцами из Большой Сейдеменухи в качестве еврейской земледельческой колонии под названием Ротфельд. Входило в Калининдорфский еврейский национальный район. В 1939 в колонии проживало 212 человек. В сентябре 1941 евреи были расстреляны близ села Брускинское.
В 1945 году переименовано в Вишнёвое.

## Местный совет
74141, Херсонская обл., Великоалександровский р-н, с. Чкалово, ул. Чкалова, 44